# Lantana
Lantana (Linneo, 1753) è un genere di piante appartenente alla famiglia delle Verbenaceae.

## Descrizione
Comprende specie sia erbacee sia arbustive.

## Distribuzione e habitat
Il genere è nativo delle regioni tropicali di America e Africa. In territorio italiano è utilizzata come specie ornamentale ed è presente come specie spontaneizzata nelle due isole maggiori.

## Tassonomia
Comprende circa 150 specie, tra cui:
- Lantana camara
- Lantana horrida
- Lantana indica
- Lantana involucrata
- Lantana montevidensis
- Lantana ovatifolia
- Lantana rugulosa
- Lantana scabiosiflora
- Lantana tiliifolia
- Lantana trifolia
- Lantana ukambensis
- Lantana velutina